# 1941 en Bretagne
 Chronologie de la Bretagne
- 1937
- 1938
- 1939
- 1940
- 1941
- 1942
- 1943
- 1944
- 1945

Cette page recense des événements qui se sont produits durant l'année 1941 en Bretagne.

## Société

### Naissance
- à Brest : Jean Guegueniat, mort le 20 janvier 2004, professeur et militant breton.

- 12 janvier à Brest : Bertrand Cousin, homme politique français.

## Infrastructures

### Constructions

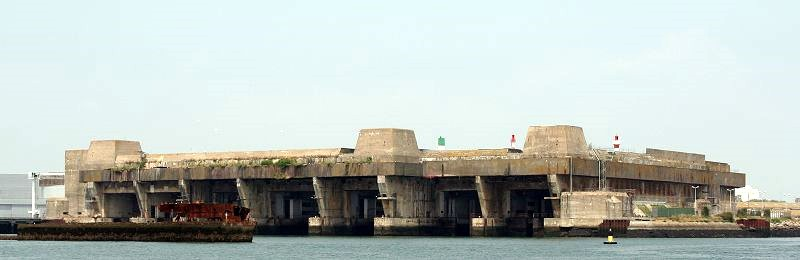
Lorient Keroman III

- début de la construction de la base de Kéroman à Lorient. Construite entre 1941 et 1944 par l'Allemagne nazie pendant l'Occupation, elle est alors destinée à abriter les 2e et 10e flottilles de U-boote de la Kriegsmarine, tout en s'inscrivant dans le dispositif du mur de l'Atlantique. Sa présence est la cause de la destruction de la ville de Lorient par les aviations britannique et américaine en janvier et février 1943, puis de la reddition tardive de la poche de Lorient le 10 mai 1945.